# CJB 8 뉴스
《CJB 8 뉴스》는 CJB TV에서 매주 월요일부터 목요일 오후 8시 30분, 금요일 오후 8시 20분, 일요일 오후 8시 25분에 방송 중인 충북 지역 메인 뉴스 프로그램으로 일요일에는 《CJB 8 AI 뉴스》로 AI 뉴스 형식으로 방송된다.

## 개요
CJB 8시 뉴스, CJB 8시 AI 뉴스로 읽는다.

## 앵커

### 평일
| 대수 | 앵커   | 앵커   | 진행 기간                                   | 비고                                                   |
| 대수 | 남성   | 여성   | 진행 기간                                   | 비고                                                   |
| ---- | ------ | ------ | ------------------------------------------- | ------------------------------------------------------ |
| 1대  | 김종기 | 이윤영 | 1997년 10월 18일 ~ 일자 미상                |                                                        |
| 2대  | 김종기 | 최지현 | 2000년대 중후반(일자 미상)                  |                                                        |
| 3대  | 김종기 | 이윤영 | 2000년대 중후반(일자 미상)                  |                                                        |
| 4대  | 김종기 | 최지현 | 2000년대 후반(일자 미상) ~ 2009년 10월 30일 |                                                        |
| 5대  | 김종기 | 정미소 | 2009년 11월 2일 ~ 2010년 4월 9일            |                                                        |
| 6대  | 장원석 | 정미소 | 2010년 4월 12일 ~ 2010년 10월 29일          | [ 1 ] [ 2 ]                                            |
| 7대  | 채현석 | 정미소 | 2010년 11월 1일 ~ 2011년 4월 22일           |                                                        |
| 8대  | 김종기 | 정미소 | 2011년 4월 25일 ~ 2011년 11월 25일          |                                                        |
| 9대  | 채현석 | 최지현 | 2011년 11월 28일 ~ 2011년 12월 16일         |                                                        |
| 10대 | 김종기 | 최지현 | 2011년 12월 19일 ~ 2011년 12월 30일         |                                                        |
| 11대 | 김종기 | 이윤영 | 2012년 1월 2일 ~ 2013년 10월 4일            | [ 3 ]                                                  |
| 12대 | 장원석 | 구자희 | 2013년 10월 7일 ~ 2014년 일자 미상          |                                                        |
| 13대 | 황수동 | 안정은 | 2014년 일자 미상 ~ 2018년 3월 16일          |                                                        |
| 14대 | 장원석 | 안정은 | 2018년 3월 19일 ~ 2018년 11월 2일           |                                                        |
| 15대 | 김종기 | 안정은 | 2018년 11월 5일 ~ 2019년 3월 15일           |                                                        |
| 16대 | 황수동 | 연규옥 | 2019년 3월 18일 ~ 2021년 2월 5일            |                                                        |
| 17대 | 황수동 | 김세희 | 2021년 2월 8일 ~ 2022년 2월 4일             |                                                        |
| 18대 | 황수동 | 변수민 | 2022년 2월 7일 ~ 2023년 8월 25일            | [ 4 ] [ 5 ] [ 6 ] [ 7 ] [ 8 ]                          |
| 19대 | 황수동 | 연규옥 | 2023년 8월 28일 ~ 현재                      | [ 9 ] [ 10 ] [ 11 ] [ 12 ] [ 13 ] [ 14 ] [ 15 ] [ 16 ] |

### 일요일
| 대수 | 앵커      | 앵커      | 진행 기간                         | 비고 |
| 대수 | 남성      | 여성      | 진행 기간                         | 비고 |
| ---- | --------- | --------- | --------------------------------- | ---- |
| 1대  | 김종기 AI | 이윤영 AI | 2024년 3월 24일 ~ 2025년 5월 25일 |      |
| 2대  | 황수동 AI | 연규옥 AI | 2025년 6월 1일 ~ 현재             |      |

## 시보 광고
- 에버세이브 (2011년 일자 미상 ~ 2017년 3월 19일)
- 충북보건과학대학교 (2017년 3월 20일 ~ 2022년 5월 22일)
- 청주시청 (2022년 5월 23일 ~ 현재)

## 타이틀 변천사
| 기수 | 프로그램 변천사                          | 방송 기간                          |
| ---- | ---------------------------------------- | ---------------------------------- |
| 1기  | CJB 종합뉴스 CJB 뉴스                    | 1997년 10월 20일 ~ 2012년 1월 1일  |
| 2기  | CJB 8 뉴스 CJB 뉴스                      | 2012년 1월 2일 ~ 2017년 10월 15일  |
| 3기  | CJB 8 뉴스                               | 2017년 10월 16일 ~ 2024년 3월 15일 |
| 4기  | CJB 8 뉴스 (평일) CJB 8 AI 뉴스 (일요일) | 2024년 3월 18일 ~ 현재             |

## 경쟁 프로그램
- KBS 뉴스 9 충북 (KBS 청주 1TV)
- MBC 뉴스데스크 충북 (MBC 충북 TV)